# Château de Camou
Le château de Camou est une maison forte construite au XVIe siècle à l'emplaçement d'un château du XIVe siècle, lui-même construit sur une motte entourée de douves datant du XIe siècle. Partiellement déconstruit en 1860 la partie subsistante a été rénovée dans les années 80 et 90.
Il est situé sur la commune de Aïcirits-Camou-Suhast et est inscrit au titres des Monuments historiques depuis 1993.

## Historique

Blason des Camou.

Le château féodal est construit par un seigneur de Camou au XIe siècle. On trouve une trace de cette famille vers 1060 où Garsia Gilem de Camo (Garcie Guillem de Camou) est cité dans les textes du cartulaire de Sorde. À cette époque la région dépend du vicomte de Dax. Elle passe au royaume de Navarre en 1196 et le 17 décembre 1203 le chevalier Passa Aye de Camo assiste au serment d'allégeance de Vivian II de Gramont à Sanche le Fort au château de Gramont à Viellenave-sur-Bidouze.
Le château est reconstruit en pierre au XIVe siècle. Les seigneurs de Camou présents dans la période précédente dans le cartulaire de Sorde apparaissent également dans les archives de Navarre et de Béarn à cette époque. En 1453 Fortaner de Gramont devient seigneur de Camou après son mariage avec Marie de Camou, fille de Tristan de Camou, bailli de Mixe. Il jure fidélité à Madeleine de France, tutrice de François Fébus en 1480. 
Le château est refait et agrandi à partir de la fin du XVe siècle de la partie actuellement existante. Il est vraisemblablement incendié par les troupes de Charles Quint commandées par Philibert de Chalon en 1523. 
Menaud de Camou, bailli de Mixe, est un des chefs des troupes catholiques durant les guerres de religion. Avec son frère Joan il est exclu du pardon accordé par Jeanne d’Albret en 1568.
La famille Camou s'éteint au début du XVIIe siècle et le château revient en 1635 par mariage à  Pierre de Gassion, membre d'une grande famille béarnaise. Le domaine devient un marquisat de 1660 à 1741.
À la Révolution, en mauvais état, il est mis sous séquestre en 1791 ou 1792. Il est acheté par la famille d'Abbadie d'Ithorrots qui l'utilisera comme ferme. La moitié est est débâtie vers 1860. Le cadastre napoléonien relevé en 1826 montre un bâtiment encore préservé.
La partie subsistante est vendue pour le franc symbolique à la commune de Aïcirits-Camou-Suhast en 1983, laquelle entreprend des travaux de conservation. Il est inscrit aux monuments historiques par arrêté du 8 octobre 1993 avec la motte, le fossé subsistant et les vestiges de l'ancienne basse-cour, ce qui permet les travaux de restauration qui amènent à l'édifice actuel.
Le château est flanqué d'une ancienne borde et de l'église de l'Ascension, toutes deux construites au XIVe siècle.

## Architecture

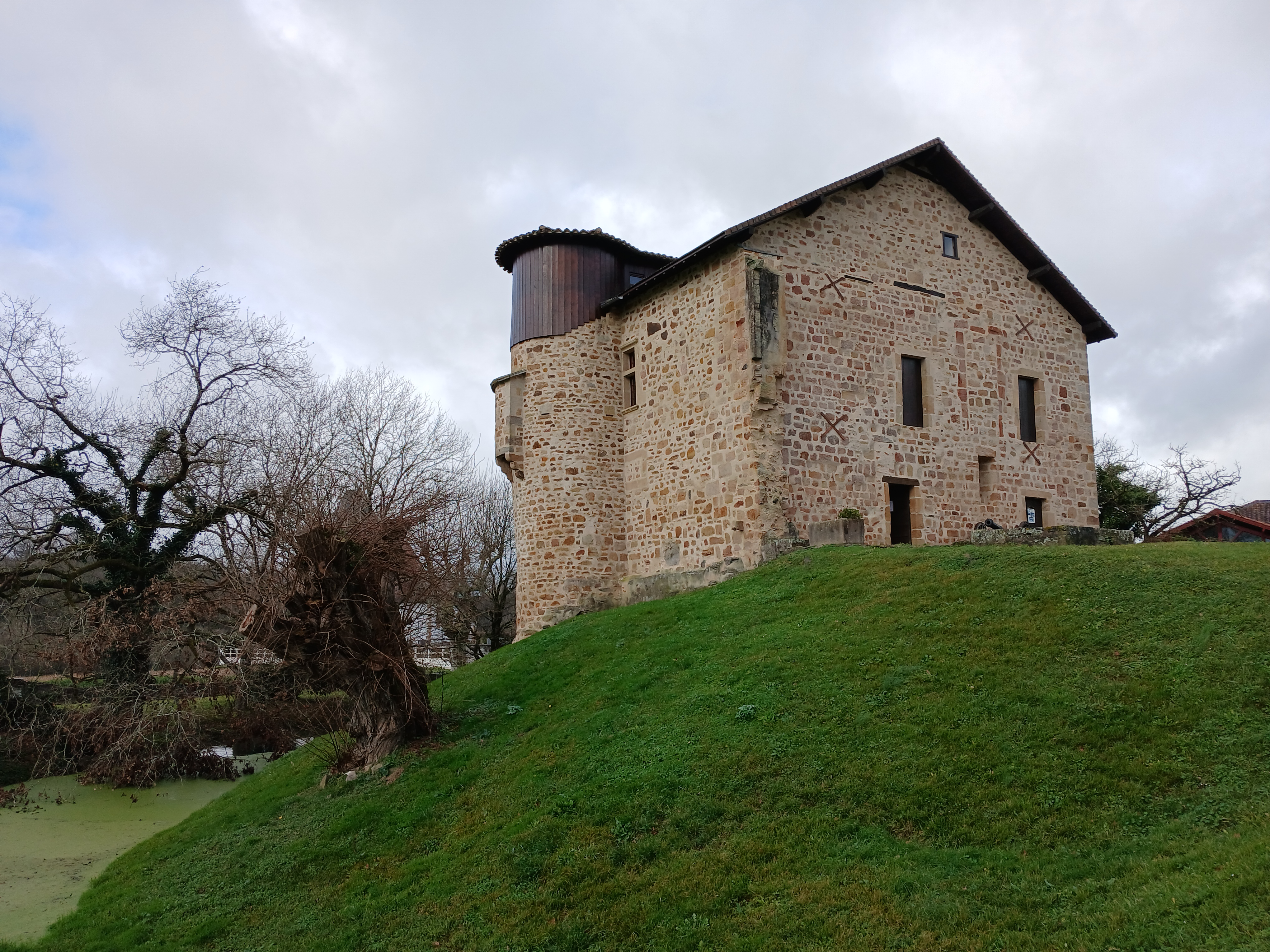
Façade sud et tour d'angle avec partie supérieure en bois. On aperçoit une partie des douves restantes.
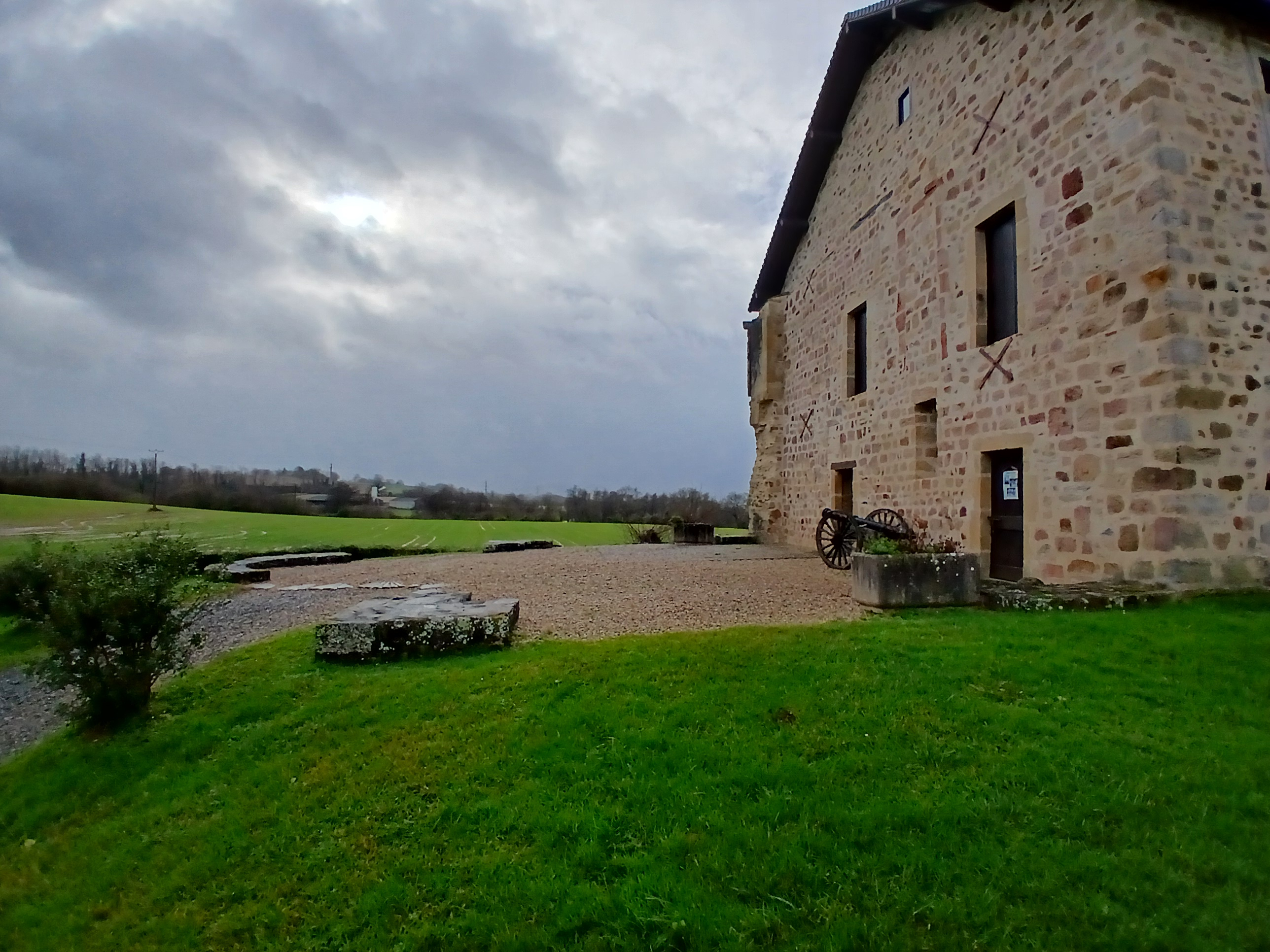
Façade est et vestiges de la déconstruction.

L'édifice actuel est celui ajouté au XVIIe siècle avec des traces d'arrachement de la partie détruite côté est. Le mur est, d'épaisseur 1,5 m environ, est du XIVe siècle, ce qui résulte en la présence sur le bâtiment actuel d'une meurtrière tournée vers l'intérieur du bâtiment. Les fondations de la partie déconstruite montrent l'existence d'une tour d'escalier ronde.
Le bâtiment comporte trois niveaux dont un de combles ayant servi de grenier. Les étages sont accédés par une tour ronde d'escalier au sud-ouest, avec latrines accolées. La partie supérieure de cette tour, effondrée, a été reconstruite en bois et un escalier en bois a été construit.
Le style est représentatif de la Renaissance avec des fenêtres à meneaux. Il subsiste des petites meurtrières à ouverture horizontale.

## Utilisation actuelle
Le château est ouvert au public depuis la fin de sa restauration en 2001.
Le rez-de-chaussée du château abrite un musée de la vie rurale et agricole dans la salle Jean Elgart au rez de chaussée qui présente une collection d'outils anciens et une histoire du métayage.
L'escalier en colimaçon situé dans la tourelle d'angle mène à l'étage où est relaté l'historique des seigneurs de Camou, de 1060 à 1635, et de la famille des Gassion, de 1635 à 1791.
On y trouve également la présentation d'une collection de maquettes fonctionnelles réalisées par Louis Choury à partir de notes et croquis de Léonard de Vinci et Francesco di Giorgio Martini,,.